# Waltherarndtia caliculatum
Waltherarndtia caliculatum är en svampdjursart som först beskrevs av James Barrie Kirkpatrick 1903.  Waltherarndtia caliculatum ingår i släktet Waltherarndtia och familjen Raspailiidae. Inga underarter finns listade i Catalogue of Life.